# مجلس سدوت النقب الإقليمي

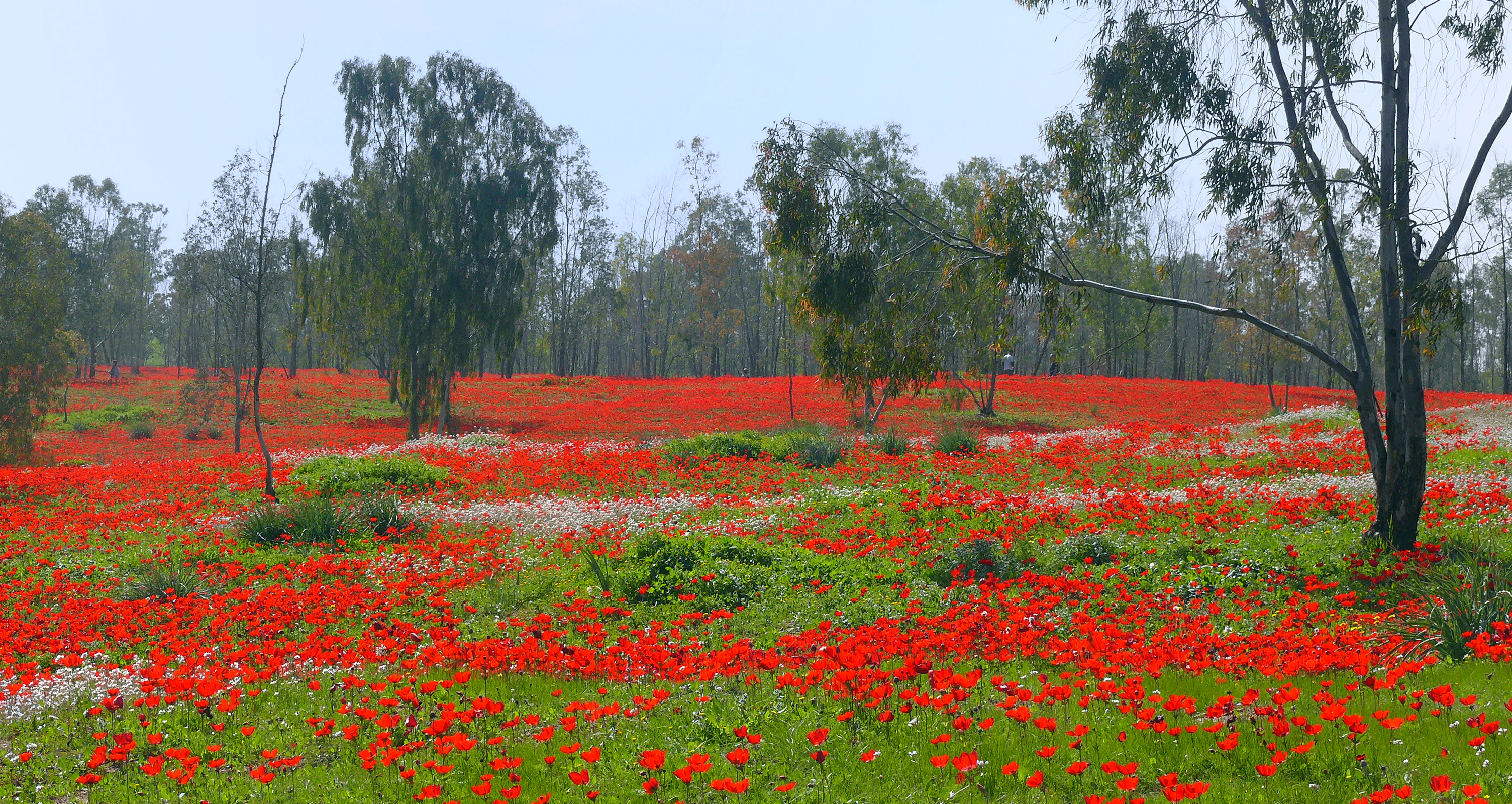
غابة شوكيدا ، تحت سلطة المجلس الإقليمي سدوت نيجيف ، 2012

مجلس سدوت النقب الإقليمي ( (بالعبرية: מועצה אזורית שדות נגב‏) ، معتزه أزوريت سدوت النقب)، سابقا مجلس أزاتا الإقليمي (بالعبرية: מועצה אזורית עזתה‏)،، Mo'atza Azorit Azata ) هو مجلس إقليمي في صحراء النقب الشمالي الغربي في المنطقة الجنوبية من إسرائيل.

## تاريخ
أسست حركة الاستيطان الصهيونية هبوئيل همزراحي ‏ مجلس سدوت النقب الإقليمي في عام 1951. يضم المجلس 16 بلدة: كيبوتس و 12 قرية صغيرة ومستوطنتان مجتمعتان.
على الرغم من الهجمات الصاروخية المتكررة من قطاع غزة القريب، فقد ازداد عدد سكان منطقة سدوت النقب بنسبة 55 بالمائة في 2006-2012. أشار السكان إلى النظام التعليمي والجو ونمط الحياة الريفية كحوافز للانتقال إلى هذا الجزء من النقب.

## روابط خارجية
- الموقع الرسمي باللغة العبرية